# Trichoniscoides pulchellus
Trichoniscoides pulchellus är en kräftdjursart som beskrevs av Legrand 1950. Trichoniscoides pulchellus ingår i släktet Trichoniscoides och familjen Trichoniscidae.

## Underarter
Arten delas in i följande underarter:
- T. p. juratensis
- T. p. pulchellus